# Halictus senilis
Halictus senilis är en biart som först beskrevs av Eduard Friedrich Eversmann 1852.  Halictus senilis ingår i släktet bandbin, och familjen vägbin. Inga underarter finns listade i Catalogue of Life.